# メタルルグ・スタジアム (ベカバード)
メタルルグ・スタジアム（英: Metallurg Stadium、ウズベク語: Стадион Металлург）は、ウズベキスタン・タシュケント州のベカバードにある多目的スタジアムである。

## 概要
収容人数は15,000人。主にサッカーの試合に用いられ、ウズベク・リーグに所属するPFCメタルルグ・ベカバードがホームスタジアムとして使用している。隣接する通りの名前からImena A. Anoxinaスタジアムとよばれることもある。

## 交通アクセス
ウズベキスタン鉄道のベカバード駅からタクシーで約10分。ウズメトコンビナートのベカバード支社が隣の敷地に隣接している。